# Antonio Albanese
Antonio Albanese ( Olginate, provincia de Lecco, 10 de octubre de 1964 ) es un actor, director de cine y escritor italiano .

## Biografía
Nacido en Lombardía de padres sicilianos, estudió en la Escuela Cívica de Arte Dramático de Milán, optando luego por seguir la carrera de actor. Sus primeras experiencias como comediante se remontan a 1992, cuando debutó en el Teatro Zelig de Milán. Apareció en televisión en el popular programa de entrevistas de Maurizio Costanzo y colaboró con el actor y comediante con Paolo Rossi. Su popularidad aumentó después de unirse al programa de Italia 1 Mai dire Gol . También ha hecho apariciones en el programa Che tempo che fa, presentado por Fabio Fazio y emitido por Rai 3 .
Desde finales de la década de 1990, Albanese también desarrolló una carrera cinematográfica, trabajando como actor, bajo la dirección de Carlo Mazzacurati y Pupi Avati, y también como director de cine.

## Filmografía

### Actor

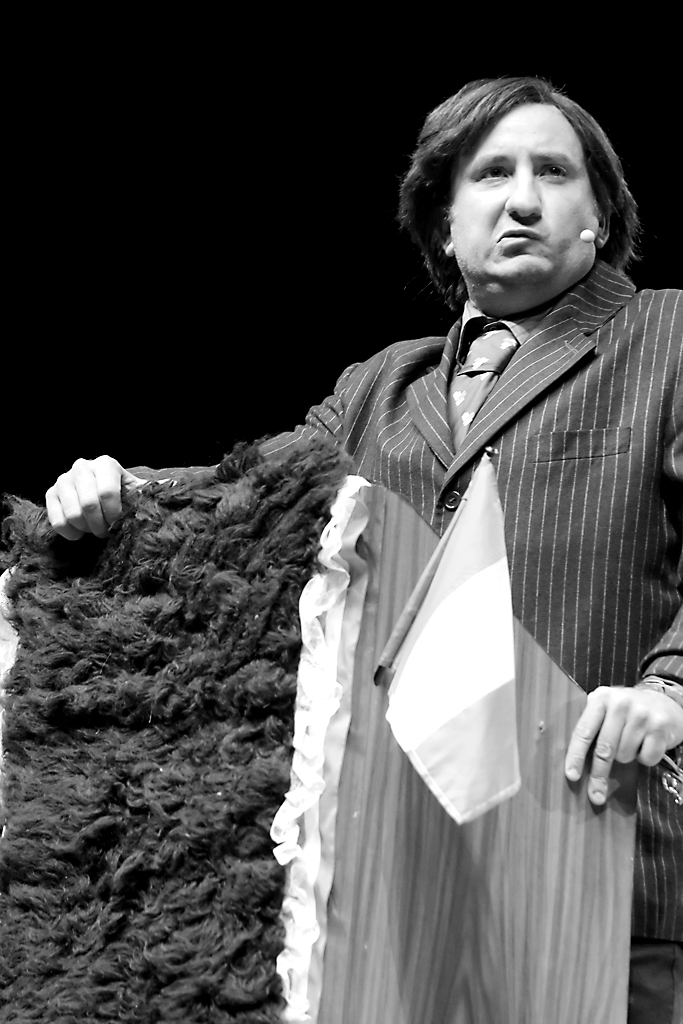
Albanese como Cetto La Qualunque

- Un'anima divisa in due, de Silvio Soldini (1993)
- Vesna va veloce, de Carlo Mazzacurati (1996)
- Uomo d'acqua dolce, de Antonio Albanese (1996)
- Tú ríes, de los hermanos Taviani (1998)
- La fame e la sete, de Antonio Albanese (1999)
- La lingua del santo, de Carlo Mazzacurati (2000)
- Il nostro matrimonio è in crisi, de Antonio Albanese (2002)
- L'uomo flessibile (2003)
- È già ieri, de Giulio Manfredonia (2004)
- La seconda notte di nozze, de Pupi Avati (2005)
- Lorenzo Mattotti (2006)
- Manuale d'amore 2, de Giovanni Veronesi (2007)
- Giorni e nuvole, de Silvio Soldini (2007)
- Questione di cuore, de Francesca Archibugi (2009)
- Qualunquemente, de Giulio Manfredonia (2011)
- To Rome with Love, de Woody Allen (2012)
- Tutto tutto niente niente, de Giulio Manfredonia (2012)
- L'intrepido, de Gianni Amelio (2013)[1]
- La sedia della felicità, de Carlo Mazzacurati (2014)
- Dobbiamo parlare, de Sergio Rubini (2015)
- L'abbiamo fatta grossa, de Carlo Verdone (2016)
- Mamma o papà?, de Riccardo Milani (2017)
- Come un gatto in Tangenziale, de Riccardo Milani (2017)
- Contromano, de Antonio Albanese (2018)
- I topi (serie televisiva), de Antonio Albanese - serie TV (2018-2020)
- Cetto c'è, senzadubbiamente, de Giulio Manfredonia (2019)
- Come un gatto in tangenziale - Ritorno a Coccia di Morto, de Riccardo Milani (2021)
- Grazie ragazzi, de Riccardo Milani (2023)[2][3][4][5]
- Cento domeniche, de Antonio Albanese (2023)
- Un mondo a parte, de Riccardo Milani (2024)

### Doblador
- Historia de una gaviota (y del gato que le enseñó a volar) (1998)

### Director
- Uomo d'acqua dolce (1996)
- La fame e la sete (1999)
- Il nostro matrimonio è in crisi (2002)
- Contromano (2018)